# Кизилтам
Кизилта́м (каз. Қызылтам) — село у складі Кармакшинського району Кизилординської області Казахстану. Входить до складу Кармакшинського сільського округу.
У радянські часи село називалось Кізил-Там.
Населення — 350 осіб (2021; 210 у 2009, 371 у 1999, 197 у 1989).